# Prior de Catalunya
El Prior de Catalunya (o Gran Prior de Catalunya, com sovint l'anomenen) era la dignitat màxima del Priorat de Catalunya de l'orde de Sant Joan de Jerusalem i, juntament amb el castellà d'Amposta, eren les dignitats més importants de l'orde a la Corona d'Aragó. Generalment, el prior vivia a Barcelona, a la comanda que aquest orde tenia a la ciutat comtal, i normalment servia com a home de confiança per als diferents monarques de la Corona en missions diplomàtiques i militars.

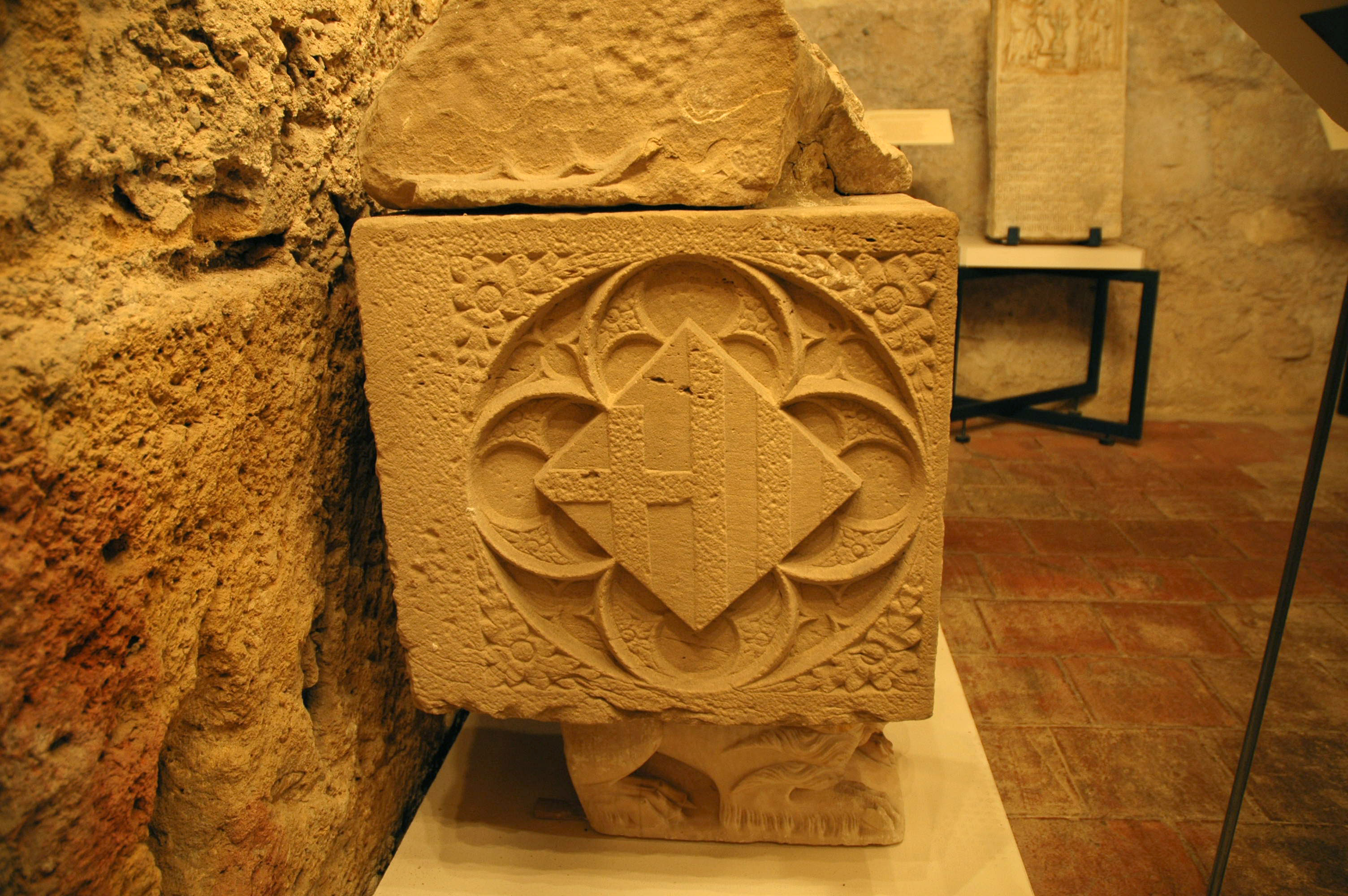
Escut del Gran Priorat de Catalunya. Ossera de Guillem de Guimerà procedent del castell de Barberà (actualment al Museu Arxidiocesà de Tarragona). S. XIV-XV.

Durant el segle xv el prior fra Jaume de la Geltrú es decantà pel bàndol de la Generalitat de Catalunya durant la Guerra Civil contra Joan II d'Aragó, també l'anterior castellà Pere Ramon Sacosta es va mostrar contrari al rei Joan. Durant la Guerra dels Segadors, Miquel de Torrelles i Sentmenat va dirigir la defensa de la ciutat durant la Batalla de Montjuïc.
El gran prior encara que residia habitualment a Barcelona no hi tenia ni casa ni rendes, car aquestes eren del comanador de la ciutat. D'això resultava que el primer dignatari de Catalunya era el més pobre. El segle xvi ho remeiaren. Foren lliurats al gran prior els béns de quatre comandes: Barberà, Corbins, Gardeny i La Casa Antiga (Lleida). Com que no tenia hostatge a Barcelona i havia de viure de lloguer, el 10 de setembre de 1561 es reuní Capítol Provincial a Barcelona, en la casa del gran prior Gaspar Ferrer, situada a la plaça de Sant Francesc, al carrer de la Mercè. Com que sobrava molt de lloc a la casa de la comanda de Barcelona, s'acordà destinar-ne una part al gran prior. El comanador de Barcelona ocuparia la part interior i el gran prior la part del davant, amb façana a la Riera de Sant Joan, tocant a l'església.

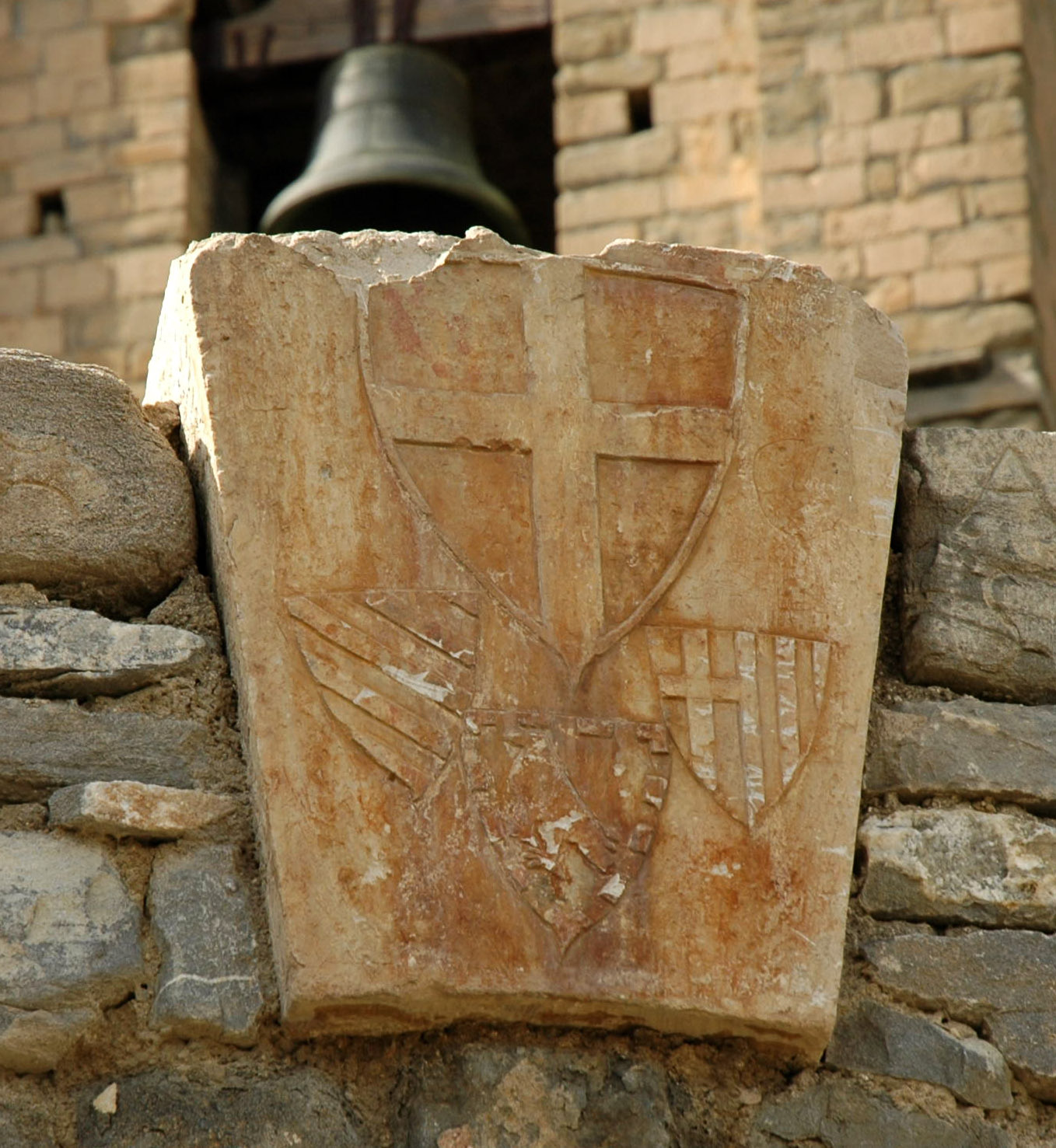
Montanyana (Ribagorça, Osca). Heràldica de l'antiga abadia de Santa Maria de Baldó; a dalt, escut de l'orde de l'Hospital, al mig, a la dreta, escut del Gran Priorat de Catalunya.

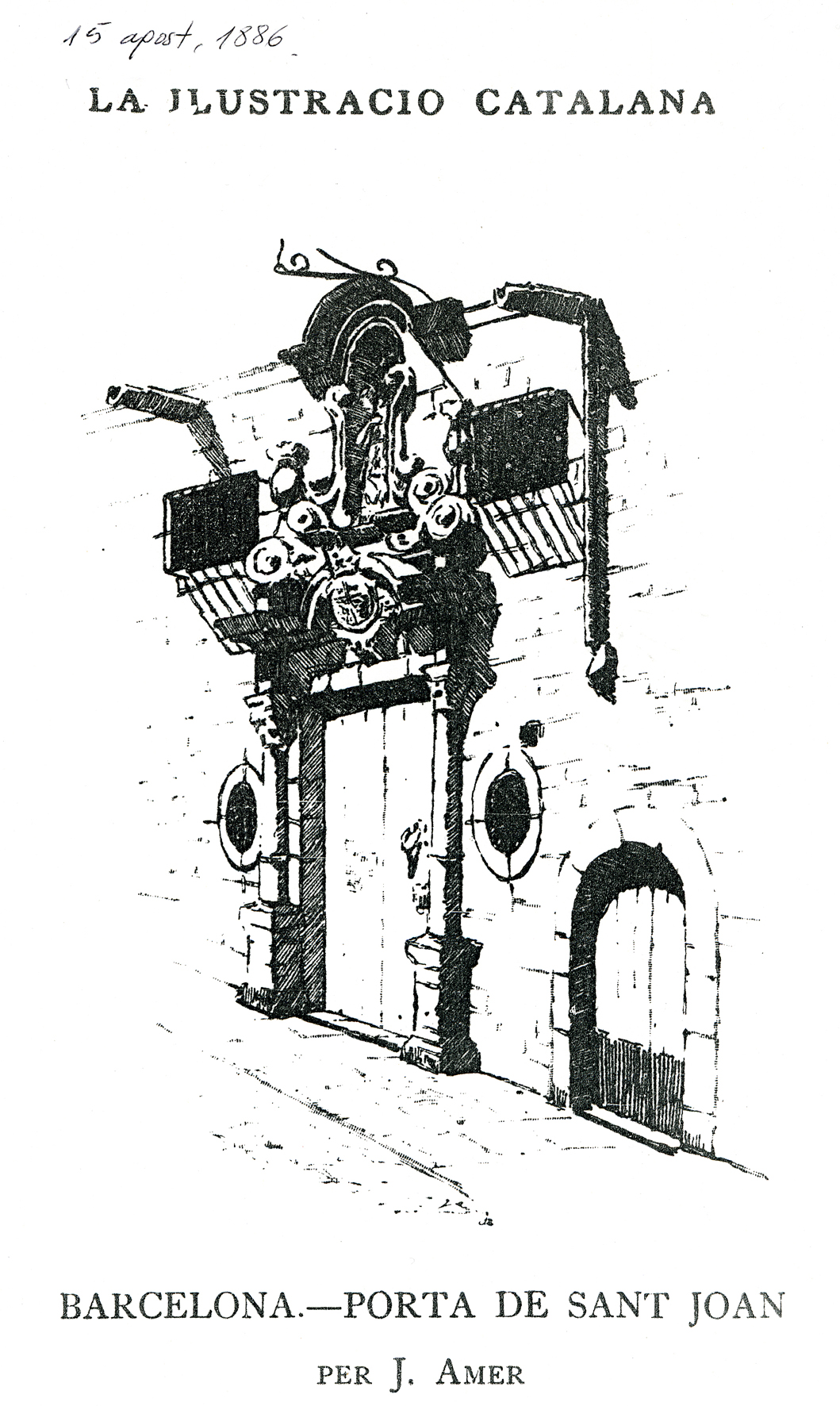
Façana de l'església de la comanda barcelonina dels hospitalers, situada a la Riera de Sant Joan. Fou traslladada a l'església de Santa Madrona del Poble Sec en enderrocar la casa a començaments del XX per obrir la Via Laietana.

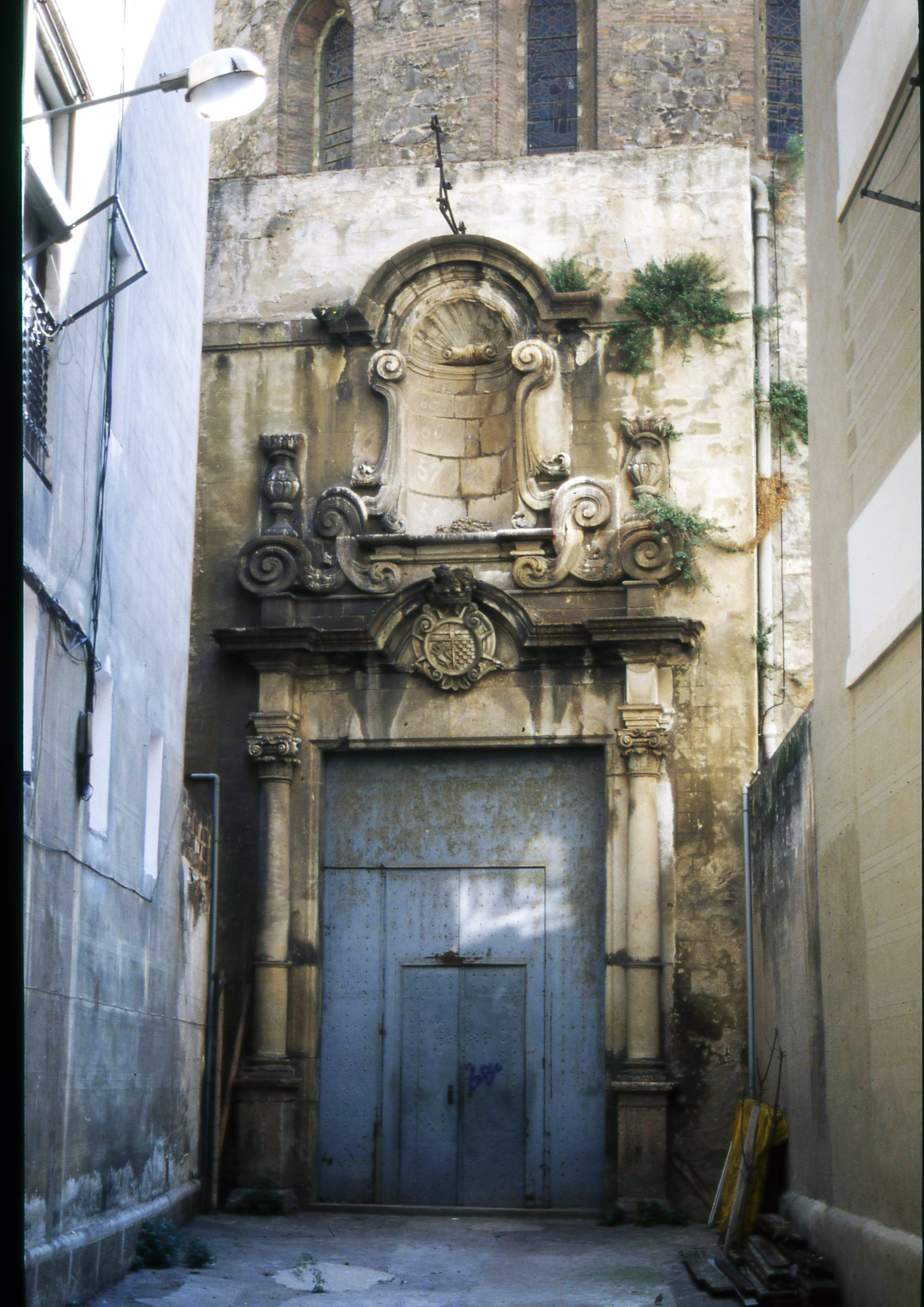
Façana de l'església de Sant Joan (avui enganxada a l'absis de Santa Madrona, al Poble Sec de Barcelona)

## Grans Priors de Catalunya
Llista dels grans priors de Catalunya i anys en el càrrec:
- Ramon d'Empúries (1319-1323)
- Sanç d'Aragó (1325)
- Arnau d'Alòs (1328-1336)
- Pere Arnau de Peirestortes (1347-1360)
- Ramon de Vilademany (1363)
- Vidal Alquer (usurpador), (1365)
- Pere Guillem d'Olms, (1365-1372)
- Joan Fernández d'Heredia, (1376-1379)
- Guillem de Guimerà i d'Abella (1372-1396)
- Pere de Vilafranca (1396-1404)
- Pere Despomer (1401-1408)
- Gracià de Maissen, (1409)
- Gonzalvo de Funes, (1412-1414)
- Jofre de Canadal, (1415-1423)
- Lluís de Gualbes, (1427-1439)[3]
- Rafael Saplana, (1439-1445)
- Felip d'Ortals, (1446-1448)
- Gilabert de Loscós, (1449-1460
- Jaume de la Geltrú (1460-1481)
- Ferran d'Aragó i Conejo (1487-1495)
- Francesc de Boxols, (1495-1501)
- Bernat Guerau de Requesens, (1501-1517)
- Anton de Santmartí, (1517-1525)
- Jaume Gibert, (1525)
- Ramon Marquet, (1525-1529)
- Francesc Castelló, (1529-1536)
- Miquel Ferrer (1537-1550)
- Gaspar Ferrer (1552-1562)
- Dimes de Requesens (1562-1567)
- Pere de Junyent, (1568-1578)
- Agustí d'Argensola, (1580-1587)
- Adrià Maymó, (1587-1601)
- Frederic de Meca, (1601-1602)
- Ramon de Veri, (1602-1609)
- Miquel d'Alentorn, (1609)
- Ramon de Berga, (1609-1617)
- Francesc d'Oluja, (1617-1622)
- Nicolau Cotoner i Sureda, (1623).[4]
- Miquel Xatmar, (1624-1627)
- Pere Jordi Puigdorfila, (1632)
- Onofre d'Hospital, (1632-1639)
- Felip Sabater, (1639-1654)
- Miquel de Torrelles (1655-1680)
- Arnau de Serralta, (1680-1696)
- Diego de Serralta, (1696-1713)
- Jordi de Puigdorfila,(1713-1715)[5]
- Geroni de Ribes, (1715-1721)
- Josep de Vilallonga, (1721-1734)
- Francesc de Vilallonga, (1734-1750)
- Francesc de Cahors, (1750-1767)
- Manuel de Montoliu i Boixadors (1767-1779.[6]
- Llorenç Despuig, (1780)
- Nicolau Abrí Descatllar, (1783-1790)

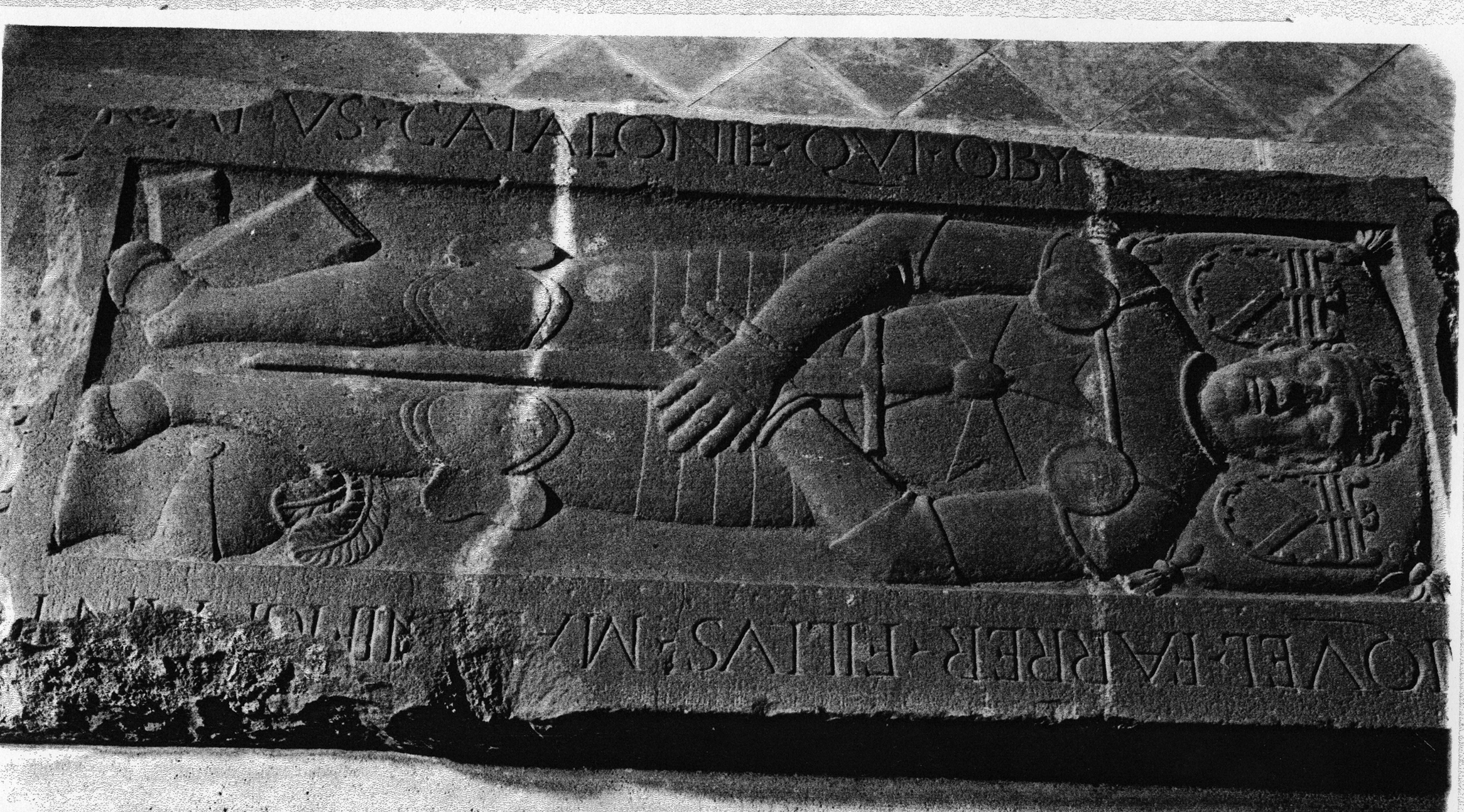
Làpida sepulcral del gran prior Miquel Ferrer. Originàriament havia estat a l'església de la casa de Barcelona, a la Riera de Sant Joan, avui dipositada al MNAC.

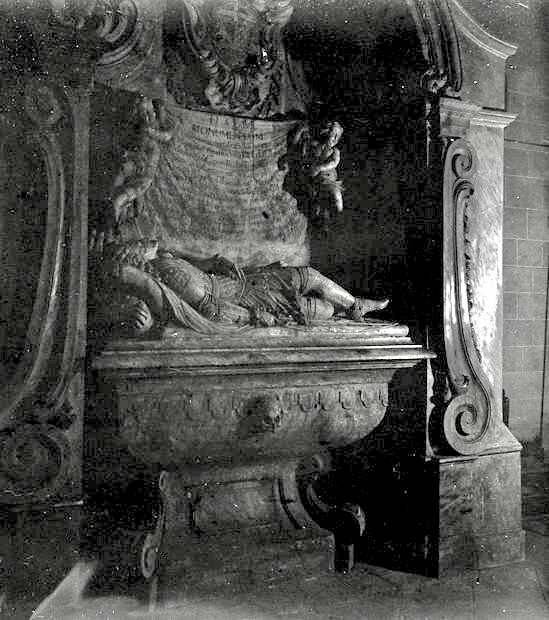
Mausoleu del gran prior Josep de Vilallonga (1721-1734), originàriament havia estat al presbiteri de l'església de la casa de Barcelona de l'orde, avui al MNAC.

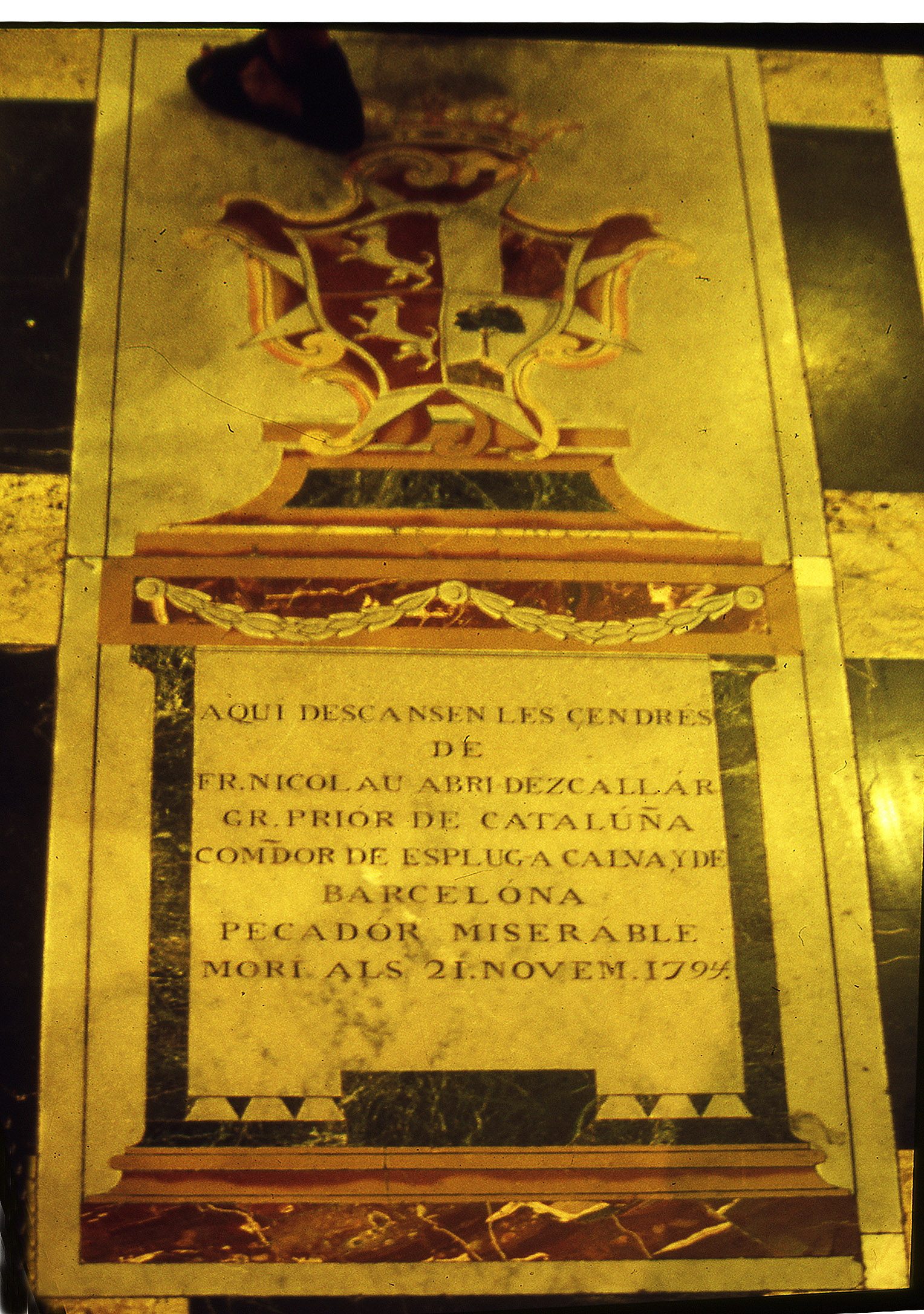
Malta, Església de Sant Joan de Valleta. Làpida sepulcral del Gran Prior de Catalunya Nicolau Abrí Descatllar.

- Ignasi Desbrull, (1803-1805)